# 蘇塔姆河
蘇塔姆河是俄羅斯的河流，位於薩哈共和國，屬於戈納姆河的右支流，河道全長351公里，流域面積約14,300平方公里，發源自外興安嶺，河水主要來自融雪和雨水。